# Tímea Babos
Pour les articles homonymes, voir Babos.
Tímea Babos, née le 10 mai 1993 à Sopron, est une joueuse de tennis hongroise, professionnelle depuis 2011
Elle atteint la vingt-cinquième place mondiale du classement WTA en simple le 19 septembre 2016, mais ses performances ont surtout lieu en double puisqu'elle atteint la première place mondiale le 16 juillet 2018.
À ce jour, elle a remporté trois titres en simple sur circuit WTA et vingt-quatre en double dames, et également un titre en simple et un titre en double sur les tournois WTA 125.
En 2018, elle remporte l'Open d'Australie en double dames et le Masters de tennis avec Kristina Mladenovic. L'année suivante, elle remporte le tournoi de Roland-Garros en double dames ainsi que le Masters de tennis, toujours avec Kristina Mladenovic.
En 2020, la paire remporte l'Open d'Australie 2020 et les Internationaux de France de tennis.

## Carrière tennistique
Tímea Babos ne parvient pas, en janvier 2012, à se qualifier pour le tableau final de l'Open d'Australie. En février, à Monterrey, elle remporte son premier tournoi WTA en dominant en finale la Roumaine Alexandra Cadanțu après avoir battu au deuxième tour Sorana Cîrstea puis en demi-finale Sara Errani.
En 2017 chez elle, au tournoi de Budapest en tant que tête de série numéro 1, elle passe İpek Soylu, Anna Blinkova, Océane Dodin, Julia Görges en demie (7-5, 6-1) et enfin, elle remporte le titre contre la tête de série numéro 2 Lucie Šafářová (6-74, 6-4, 6-3) dans un match de qualité, remportant ainsi son deuxième titre dans la catégorie International.
En janvier 2018, Tímea Babos s'impose à l'Open d’Australie en double dames, aux côtés de son amie Kristina Mladenovic. Dans la foulée, elle remporte l'Open de Taïwan face à Kateryna Kozlova le 4 février 2018, son 3e titre en individuel. Elle remporte le deuxième tournoi en double de sa saison, toujours avec Kristina Mladenovic, à Birmingham, le 24 juin 2018. Ensemble, elles atteignent aussi la finale de l'US Open mais elles doivent s'incliner au bout du suspense face à Ashleigh Barty et Coco Vandeweghe (6-3, 6-72, 6-76) après avoir obtenu trois balles de match. Avec tous ces bons résultats, Tímea accède à la place de no 1 mondiale en double, une première pour une joueuse hongroise ! En fin d'année, elle remporte le Masters de tennis avec Kristina Mladenovic, c'est sa deuxième victoire consécutive en double dans ce tournoi.
En 2020, elle remporte l'Open d'Australie et les Internationaux de France en double dames avec Mladenovic. Ce sera le dernier tournoi remportée par les deux joueuses.

## Palmarès

### Titres en simple dames
| No | Date       | Nom et lieu du tournoi          | Catégorie | Dotation  | Surface    | Finaliste         | Score          |          |
| -- | ---------- | ------------------------------- | --------- | --------- | ---------- | ----------------- | -------------- | -------- |
| 1  | 20-02-2012 | Monterrey Open, Monterrey       | Intern'l  | 220 000 $ | Dur (ext.) | Alexandra Cadanțu | 6-4, 6-4       | Parcours |
| 2  | 20-02-2017 | Hungarian Ladies Open, Budapest | Intern'l  | 250 000 $ | Dur (int.) | Lucie Šafářová    | 6-74, 6-4, 6-3 | Parcours |
| 3  | 29-01-2018 | Taïwan Open, Taipei             | Intern'l  | 250 000 $ | Dur (int.) | Kateryna Kozlova  | 7-5, 6-1       | Parcours |

### Finales en simple dames
| No | Date       | Nom et lieu du tournoi               | Catégorie | Dotation  | Surface         | Vainqueure          | Score         |          |
| -- | ---------- | ------------------------------------ | --------- | --------- | --------------- | ------------------- | ------------- | -------- |
| 1  | 27-04-2015 | GP Princesse Lalla Meryem, Marrakech | Intern'l  | 250 000 $ | Terre (ext.)    | Elina Svitolina     | 7-5, 7-63     | Parcours |
| 2  | 31-07-2016 | Brasil Tennis Cup, Florianópolis     | Intern'l  | 250 000 $ | Dur (ext.)      | Irina-Camelia Begu  | 2-6, 6-4, 6-3 | Parcours |
| 3  | 11-09-2017 | Coupe Banque Nationale, Québec       | Intern'l  | 250 000 $ | Moquette (int.) | Alison Van Uytvanck | 5-7, 6-4, 6-1 | Parcours |
| 4  | 25-09-2017 | Tashkent Open, Tachkent              | Intern'l  | 250 000 $ | Dur (ext.)      | Kateryna Bondarenko | 6-4, 6-4      | Parcours |
| 5  | 02-04-2018 | Abierto Monterrey, Monterrey         | Intern'l  | 250 000 $ | Dur (ext.)      | Garbiñe Muguruza    | 3-6, 6-4, 6-3 | Parcours |

### Titres en double dames
| No | Date       | Nom et lieu du tournoi                            | Catégorie | Dotation       | Surface         | Partenaire               | Finalistes                            | Score             |          |
| -- | ---------- | ------------------------------------------------- | --------- | -------------- | --------------- | ------------------------ | ------------------------------------- | ----------------- | -------- |
| 1  | 11-06-2012 | Aegon Classic Birmingham                          | Intern'l  | 220 000 $      | Gazon (ext.)    | Hsieh Su-wei             | Liezel Huber Lisa Raymond             | 7-5, 6-72, [10-8] | Parcours |
| 2  | 18-02-2013 | XXI Copa Colsanitas Bogota                        | Intern'l  | 235 000 $      | Terre (ext.)    | Mandy Minella            | Eva Birnerová Alexandra Panova        | 6-4, 6-3          | Parcours |
| 3  | 01-04-2013 | Monterrey Open Monterrey                          | Intern'l  | 235 000 $      | Dur (ext.)      | Kimiko Date-Krumm        | Eva Birnerová Tamarine Tanasugarn     | 6-1, 6-4          | Parcours |
| 4  | 22-04-2013 | GP Princesse Lalla Meryem Marrakech               | Intern'l  | 235 000 $      | Terre (ext.)    | Mandy Minella            | Petra Martić Kristina Mladenovic      | 6-3, 6-1          | Parcours |
| 5  | 09-09-2013 | Tashkent Open Tachkent                            | Intern'l  | 235 000 $      | Dur (ext.)      | Yaroslava Shvedova       | Olga Govortsova Mandy Minella         | 6-3, 6-3          | Parcours |
| 6  | 05-01-2014 | International Sydney Sydney                       | Premier   | 710 000 $      | Dur (ext.)      | Lucie Šafářová           | Sara Errani Roberta Vinci             | 7-5, 3-6, [10-7]  | Parcours |
| 7  | 14-04-2014 | Malaysian Open Kuala Lumpur                       | Intern'l  | 250 000 $      | Dur (ext.)      | Chan Hao-ching           | Chan Yung-jan Zheng Saisai            | 6-3, 6-4          | Parcours |
| 8  | 15-02-2015 | Duty Free Tennis Championships Dubaï              | Premier 5 | 2 513 000 $    | Dur (ext.)      | Kristina Mladenovic      | Garbiñe Muguruza Carla Suárez Navarro | 6-3, 6-2          | Parcours |
| 9  | 27-04-2015 | GP Princesse Lalla Meryem Marrakech               | Intern'l  | 250 000 $      | Terre (ext.)    | Kristina Mladenovic      | Laura Siegemund Maryna Zanevska       | 6-1, 7-65         | Parcours |
| 10 | 11-05-2015 | Internazionali d'Italia Rome                      | Premier 5 | 2 183 600 $    | Terre (ext.)    | Kristina Mladenovic      | Martina Hingis Sania Mirza            | 6-4, 6-3          | Parcours |
| 11 | 08-01-2017 | International Sydney Sydney                       | Premier   | 776 000 $      | Dur (ext.)      | Anastasia Pavlyuchenkova | Sania Mirza Barbora Strýcová          | 6-4, 6-4          | Parcours |
| 12 | 01-05-2017 | Grand Prix De SAR La Princesse Lalla Meryem Rabat | Intern'l  | 250 000 $      | Terre (ext.)    | Andrea Hlaváčková        | Nina Stojanović Maryna Zanevska       | 2-6, 6-3, [10-5]  | Parcours |
| 13 | 11-09-2017 | Coupe Banque Nationale Québec                     | Intern'l  | 250 000 $      | Moquette (int.) | Andrea Hlaváčková        | Bianca Andreescu Carson Branstine     | 6-3, 6-1          | Parcours |
| 14 | 25-09-2017 | Tashkent Open Tachkent                            | Intern'l  | 250 000 $      | Dur (ext.)      | Andrea Hlaváčková        | Nao Hibino Oksana Kalashnikova        | 7-5, 6-4          | Parcours |
| 15 | 16-10-2017 | Kremlin Cup Moscou                                | Premier   | 855 308 $      | Dur (int.)      | Andrea Hlaváčková        | Nicole Melichar Anna Smith            | 6-2, 3-6, [10-3]  | Parcours |
| 16 | 22-10-2017 | WTA Finals Singapour                              | Masters   | 7 000 000 $    | Dur (int.)      | Andrea Hlaváčková        | Kiki Bertens Johanna Larsson          | 4-6, 6-4, [10-5]  | Parcours |
| 17 | 17-01-2018 | Australian Open Melbourne                         | G. Chelem | 25 096 000 A$  | Dur (ext.)      | Kristina Mladenovic      | Ekaterina Makarova Elena Vesnina      | 6-4, 6-3          | Parcours |
| 18 | 18-06-2018 | Aegon Classic Birmingham                          | Premier   | 871 028 $      | Gazon (ext.)    | Kristina Mladenovic      | Elise Mertens Demi Schuurs            | 4-6, 6-3, [10-8]  | Parcours |
| 19 | 21-10-2018 | WTA Finals Singapour                              | Masters   | 7 000 000 $    | Dur (int.)      | Kristina Mladenovic      | Barbora Krejčíková Kateřina Siniaková | 6-4, 7-5          | Parcours |
| 20 | 22-04-2019 | Istanbul Cup Istanbul                             | Intern'l  | 226 750 $      | Terre (ext.)    | Kristina Mladenovic      | Alexa Guarachi Sabrina Santamaria     | 6-1, 6-0          | Parcours |
| 21 | 26-05-2019 | Roland-Garros Paris                               | G. Chelem | 23 029 029 € $ | Terre (ext.)    | Kristina Mladenovic      | Zheng Saisai Duan Ying-Ying           | 6-2, 6-3          | Parcours |
| 22 | 27-10-2019 | WTA Finals Shenzhen Shenzhen                      | Masters   | 14 000 000 $   | Dur (int.)      | Kristina Mladenovic      | Hsieh Su-wei Barbora Strýcová         | 6-1, 6-3          | Parcours |
| 23 | 20-01-2020 | Australian Open Melbourne                         | G. Chelem | 3 884 000 A$   | Dur (ext.)      | Kristina Mladenovic      | Hsieh Su-wei Barbora Strýcová         | 6-2, 6-1          | Parcours |
| 24 | 27-09-2020 | Roland-Garros Paris                               | G. Chelem | 23 029 029 € $ | Terre (ext.)    | Kristina Mladenovic      | Alexa Guarachi Desirae Krawczyk       | 6-4, 7-5          | Parcours |
| 25 | 15-04-2024 | Open de Rouen Capfinances Rouen                   | WTA 250   | 267 082 $      | Terre (int.)    | Irina Khromacheva        | Naiktha Bains Maia Lumsden            | 6-3, 6-4          | Parcours |
| 26 | 27-01-2025 | Upper Austria Ladies Linz Linz                    | WTA 500   | 1 064 510 $    | Dur (int.)      | Luisa Stefani            | Lyudmyla Kichenok Nadiia Kichenok     | 3-6, 7-5, [10-4]  | Parcours |
| 27 | 18-05-2025 | Internationaux de Strasbourg Strasbourg           | WTA 500   | 1 064 510 $    | Terre (ext.)    | Luisa Stefani            | Guo Hanyu N. Melichar-Martinez        | 6-3, 64-7, [10-7] | Parcours |

### Finales en double dames
| No | Date       | Nom et lieu du tournoi             | Catégorie | Dotation      | Surface      | Vainqueures                          | Partenaire          | Score             |          |
| -- | ---------- | ---------------------------------- | --------- | ------------- | ------------ | ------------------------------------ | ------------------- | ----------------- | -------- |
| 1  | 07-01-2013 | Hobart International Hobart        | Intern'l  | 235 000 $     | Dur (ext.)   | Garbiñe Muguruza M. T. Torró Flor    | Mandy Minella       | 6-3, 7-65         | Parcours |
| 2  | 27-01-2014 | Open GDF Suez Paris                | Premier   | 710 000 $     | Dur (int.)   | Anna-Lena Grönefeld Květa Peschke    | Kristina Mladenovic | 6-77, 6-4, [10-5] | Parcours |
| 3  | 31-03-2014 | Monterrey Open Monterrey           | Intern'l  | 500 000 $     | Dur (ext.)   | Darija Jurak Megan Moulton-Levy      | Olga Govortsova     | 7-65, 3-6, [11-9] | Parcours |
| 4  | 23-06-2014 | The Championships Wimbledon        | G. Chelem | 18 575 979 $  | Gazon (ext.) | Sara Errani Roberta Vinci            | Kristina Mladenovic | 6-1, 6-3          | Parcours |
| 5  | 11-08-2014 | Western & Southern Open Cincinnati | Premier 5 | 2 567 000 $   | Dur (ext.)   | Raquel Kops-Jones Abigail Spears     | Kristina Mladenovic | 6-1, 2-0 ab.      | Parcours |
| 6  | 22-03-2016 | Miami Open Miami                   | PREMIER*  | 6 844 139 $   | Dur (ext.)   | Bethanie Mattek-Sands Lucie Šafářová | Yaroslava Shvedova  | 6-3, 6-4          | Parcours |
| 7  | 27-06-2016 | The Championships Wimbledon        | G. Chelem | 19 174 575 $  | Gazon (ext.) | Serena Williams Venus Williams       | Yaroslava Shvedova  | 6-3, 6-4          | Parcours |
| 8  | 31-07-2016 | Brasil Tennis Cup Florianópolis    | Intern'l  | 250 000 $     | Dur (ext.)   | Lyudmyla Kichenok Nadiia Kichenok    | Réka Luca Jani      | 6-3, 6-1          | Parcours |
| 9  | 06-05-2017 | Madrid Open Madrid                 | PREMIER*  | 6 408 230 €   | Terre (ext.) | Chan Yung-jan Martina Hingis         | Andrea Hlaváčková   | 6-4, 6-3          | Parcours |
| 10 | 30-09-2017 | China Open Pékin                   | PREMIER*  | 7 027 063 $   | Dur (ext.)   | Chan Yung-jan Martina Hingis         | Andrea Hlaváčková   | 6-1, 6-4          | Parcours |
| 11 | 05-05-2018 | Madrid Open Madrid                 | PREMIER*  | 6 045 855 $   | Terre (ext.) | Ekaterina Makarova Elena Vesnina     | Kristina Mladenovic | 2-6, 6-4, [10-8]  | Parcours |
| 12 | 27-08-2018 | US Open New York                   | G. Chelem | 6 140 840 $   | Dur (ext.)   | Ashleigh Barty Coco Vandeweghe       | Kristina Mladenovic | 3-6, 7-62, 7-66   | Parcours |
| 13 | 16-01-2019 | Australian Open Melbourne          | G. Chelem | 29 687 000 A$ | Dur (ext.)   | Samantha Stosur Zhang Shuai          | Kristina Mladenovic | 6-3, 6-4          | Parcours |

### Finales en double mixte
| No | Date       | Nom et lieu du tournoi      | Catégorie | Dotation     | Surface      | Vainqueures                   | Partenaire     | Score            |          |
| -- | ---------- | --------------------------- | --------- | ------------ | ------------ | ----------------------------- | -------------- | ---------------- | -------- |
| 1  | 29-06-2015 | The Championships Wimbledon | G. Chelem | 20 458 117 $ | Gazon (ext.) | Martina Hingis Leander Paes   | Alexander Peya | 6-1, 6-1         | Parcours |
| 2  | 19-01-2018 | Australian Open Melbourne   | G. Chelem | 25 096 000 $ | Dur (ext.)   | Gabriela Dabrowski Mate Pavić | Rohan Bopanna  | 2-6, 6-4, [11-9] | Parcours |

### Titre en simple en WTA 125
| No | Date       | Nom et lieu du tournoi        | Catégorie | Dotation  | Surface         | Finaliste  | Score    |          |
| -- | ---------- | ----------------------------- | --------- | --------- | --------------- | ---------- | -------- | -------- |
| 1  | 16-11-2015 | Taipei WTA Challenger, Taïwan | WTA 125   | 125 000 $ | Moquette (int.) | Misaki Doi | 7-5, 6-3 | Parcours |

### Finale en simple en WTA 125
| No | Date       | Nom et lieu du tournoi | Catégorie | Dotation  | Surface         | Vainqueure         | Score    |          |
| -- | ---------- | ---------------------- | --------- | --------- | --------------- | ------------------ | -------- | -------- |
| 1  | 11-11-2019 | Taipei Open, Taipei    | WTA 125   | 115 000 $ | Moquette (int.) | Vitalia Diatchenko | 6-3, 6-2 | Parcours |

### Titre en double en WTA 125
| No | Date       | Nom et lieu du tournoi    | Catégorie | Dotation  | Surface    | Partenaire         | Finalistes            | Score    |          |
| -- | ---------- | ------------------------- | --------- | --------- | ---------- | ------------------ | --------------------- | -------- | -------- |
| 1  | 05-08-2013 | Suzhou Ladies Open Suzhou | WTA 125   | 125 000 $ | Dur (ext.) | Michaëlla Krajicek | Han Xinyun Eri Hozumi | 6-2, 6-2 | Parcours |

### Finales en double en WTA 125
| No | Date       | Nom et lieu du tournoi                                   | Catégorie | Dotation  | Surface      | Vainqueures                          | Partenaire          | Score            |          |
| -- | ---------- | -------------------------------------------------------- | --------- | --------- | ------------ | ------------------------------------ | ------------------- | ---------------- | -------- |
| 1  | 03-11-2014 | Open de Limoges Limoges                                  | WTA 125   | 125 000 $ | Dur (int.)   | Kateřina Siniaková Renata Voráčová   | Kristina Mladenovic | 2-6, 6-2, [10-5] | Parcours |
| 2  | 14-08-2022 | Odlum Brown VanOpen Vancouver                            | WTA 125   | 115 000 $ | Dur (ext.)   | Miyu Kato Asia Muhammad              | Angela Kulikov      | 6-3, 7-5         | Parcours |
| 3  | 27-11-2023 | Crèdit Andorrà Open Andorre-la-Vieille                   | WTA 125   | 115 000 $ | Dur (int.)   | Erika Andreeva Céline Naef           | Heather Watson      | 6-2, 6-1         | Parcours |
| 4  | 25-03-2024 | Megasaray Hotels Open Antalya                            | WTA 125   | 115 000 $ | Terre (ext.) | Angelica Moratelli Camilla Rosatello | Vera Zvonareva      | 6-3,3-6, [15-13] | Parcours |
| 5  | 01-04-2024 | Open Internacional Femeni Solgironès La Bisbal d'Empordà | WTA 125   | 115 000 $ | Terre (ext.) | Miriam Kolodziejová Anna Sisková     | Dalma Gálfi         | Forfait          | Parcours |

## Parcours en Grand Chelem

### En simple dames
| Année | Open d'Australie | Open d'Australie    | Internationaux de France | Internationaux de France | Wimbledon       | Wimbledon          | US Open         | US Open          |
| ----- | ---------------- | ------------------- | ------------------------ | ------------------------ | --------------- | ------------------ | --------------- | ---------------- |
| 2011  | —                | —                   | —                        | —                        | —               | —                  | Q1              | Stéphanie Foretz |
| 2012  | Q2               | Irena Pavlovic      | 1er tour (1/64)          | Sesil Karatantcheva      | 2e tour (1/32)  | Nadia Petrova      | 1er tour (1/64) | Johanna Konta    |
| 2013  | 1er tour (1/64)  | Kristina Mladenovic | Q2                       | Paula Kania              | 1er tour (1/64) | Mathilde Johansson | 1er tour (1/64) | Roberta Vinci    |
| 2014  | 1er tour (1/64)  | A. K. Schmiedlová   | Q3                       | Maryna Zanevska          | 1er tour (1/64) | Naomi Broady       | 1er tour (1/64) | Lucie Šafářová   |
| 2015  | 1er tour (1/64)  | Barbora Strýcová    | 1er tour (1/64)          | Angelique Kerber         | 2e tour (1/32)  | Serena Williams    | 1er tour (1/64) | Samantha Stosur  |
| 2016  | 2e tour (1/32)   | Belinda Bencic      | 2e tour (1/32)           | Kristina Mladenovic      | 2e tour (1/32)  | Coco Vandeweghe    | 3e tour (1/16)  | Simona Halep     |
| 2017  | 1er tour (1/64)  | Nicole Gibbs        | 1er tour (1/64)          | Alizé Cornet             | 1er tour (1/64) | Caroline Wozniacki | 2e tour (1/32)  | Maria Sharapova  |
| 2018  | 2e tour (1/32)   | Carla Suárez        | 1er tour (1/64)          | Lara Arruabarrena        | 1er tour (1/64) | Lesia Tsurenko     | 1er tour (1/64) | Daria Kasatkina  |
| 2019  | 2e tour (1/32)   | Sloane Stephens     | 1er tour (1/64)          | Priscilla Hon            | Q1              | Sabine Lisicki     | 2e tour (1/32)  | Cori Gauff       |
| 2020  | 1er tour (1/64)  | Iga Świątek         | 1er tour (1/64)          | Ana Bogdan               | Annulé          | Annulé             | 1er tour (1/64) | Madison Keys     |
| 2021  | 2e tour (1/32)   | Anastasia Potapova  | Q1                       | Ana Konjuh               | 1er tour (1/64) | Anna Blinkova      | —               | —                |
|       |                  |                     |                          |                          |                 |                    |                 |                  |
| 2023  | —                | —                   | —                        | —                        | Q1              | Kaja Juvan         | Q2              | Fiona Crawley    |
| 2024  | Q1               | Darja Semeņistaja   | Q2                       | Astra Sharma             | —               | —                  | —               | —                |

N.B. : à droite du résultat se trouve le nom de l'ultime adversaire.

### En double dames
| Année | Open d'Australie                                                                             | Open d'Australie                                                                      | Internationaux de France                                                                 | Internationaux de France                                                               | Wimbledon                                                                              | Wimbledon                                                                         | US Open                                  | US Open |
| ----- | -------------------------------------------------------------------------------------------- | ------------------------------------------------------------------------------------- | ---------------------------------------------------------------------------------------- | -------------------------------------------------------------------------------------- | -------------------------------------------------------------------------------------- | --------------------------------------------------------------------------------- | ---------------------------------------- | ------- |
| 2012  | —                                                                                            | —                                                                                     | 2e tour (1/16) Hsieh S-w. \|\| style="text-align:left;" \| S. Errani R. Vinci            | 1er tour (1/32) A. Brianti \|\| style="text-align:left;" \| M. Kirilenko N. Petrova    | 1er tour (1/32) S. Stephens \|\| style="text-align:left;" \| J. Husárová M. Rybáriková |                                                                                   |                                          |         |
| 2013  | 1er tour (1/32) L. Robson \|\| style="text-align:left;" \| A. Pavlyuchenkova L. Šafářová     | 1er tour (1/32) M. Minella \|\| style="text-align:left;" \| Zhang S. Zheng J.         | 1er tour (1/32) M. Minella \|\| style="text-align:left;" \| Olaru O. Savchuk             | 2e tour (1/16) F. Schiavone \|\| style="text-align:left;" \| A.L. Grönefeld K. Peschke |                                                                                        |                                                                                   |                                          |         |
| 2014  | 3e tour (1/8) P. Martić \|\| style="text-align:left;" \| J. Gajdošová A. Tomljanović         | 1er tour (1/32) V. Lepchenko \|\| style="text-align:left;" \| S. Errani R. Vinci      | Finale K. Mladenovic                                                                     | S. Errani R. Vinci                                                                     | 1er tour (1/32) Mladenovic \|\| style="text-align:left;" \| S. Williams V. Williams    |                                                                                   |                                          |         |
| 2015  | 2e tour (1/16) K. Mladenovic \|\| style="text-align:left;" \| B. Mattek-Sands L. Šafářová    | 2e tour (1/16) K. Mladenovic \|\| style="text-align:left;" \| D. Hantuchová S. Stosur | 1/2 finale K. Mladenovic \|\| style="text-align:left;" \| E. Makarova E. Vesnina         | 3e tour (1/8) K. Mladenovic \|\| style="text-align:left;" \| L. Arruabarrena A. Klepač |                                                                                        |                                                                                   |                                          |         |
| 2016  | 2e tour (1/16) K. Srebotnik \|\| style="text-align:left;" \| Hsieh S.-w. O. Kalashnikova     | 3e tour (1/8) Y. Shvedova \|\| style="text-align:left;" \| M. Gasparyan S. Kuznetsova | Finale Y. Shvedova                                                                       | S. Williams V. Williams                                                                | 3e tour (1/8) Y. Shvedova \|\| style="text-align:left;" \| A. Muhammad T. Townsend     |                                                                                   |                                          |         |
| 2017  | 3e tour (1/8) A. Pavlyuchenkova \|\| style="text-align:left;" \| B. Mattek-Sands L. Šafářová | 2e tour (1/16) A. Hlaváčková \|\| style="text-align:left;" \| R. Olaru O. Savchuk     | 3e tour (1/8) A. Hlaváčková \|\| style="text-align:left;" \| S. Kuznetsova K. Mladenovic | 1/4 de finale A. Hlaváčková \|\| style="text-align:left;" \| S. Mirza Peng S.          |                                                                                        |                                                                                   |                                          |         |
| 2018  | Victoire K. Mladenovic                                                                       | E. Makarova E. Vesnina                                                                | 1/4 de finale K. Mladenovic \|\| style="text-align:left;" \| E. Hozumi M. Ninomiya       | 1/4 de finale K. Mladenovic \|\| style="text-align:left;" \| A. Rosolska A. Spears     | Finale K. Mladenovic                                                                   | A. Barty C. Vandeweghe                                                            |                                          |         |
| 2019  | Finale K. Mladenovic                                                                         | S. Stosur Zhang S.                                                                    | Victoire K. Mladenovic                                                                   | Zheng S. Duan Y-Y.                                                                     | 1/2 finale K. Mladenovic \|\| style="text-align:left;" \| Hsieh S-w. B. Strýcová       | 1/4 de finale K. Mladenovic \|\| style="text-align:left;" \| V. Azarenka A. Barty |                                          |         |
| 2020  | Victoire K. Mladenovic                                                                       | Hsieh S.-w. B. Strýcová                                                               | Victoire K. Mladenovic                                                                   | A. Guarachi D. Krawczyk                                                                | Annulé                                                                                 | Annulé                                                                            | 1/8 de finale K. Mladenovic \|\| Forfait |         |
| 2021  | —                                                                                            | —                                                                                     | 1er tour (1/32) V. Zvonareva \|\| style="text-align:left;" \| P. Martić S. Rogers        | 1er tour (1/32) K. Mladenovic \|\| style="text-align:left;" \| Z. Diyas Ar. Rodionova  | —                                                                                      | —                                                                                 |                                          |         |
|       |                                                                                              |                                                                                       |                                                                                          |                                                                                        |                                                                                        |                                                                                   |                                          |         |
| 2023  | 2e tour (1/16) K. Mladenovic \|\| style="text-align:left;" \| S. Hunter E. Mertens           | 2e tour (1/16) A. Danilina \|\| style="text-align:left;" \| Chan H.-c. Chan Y.-j.     | 1/8 de finale K. Flipkens \|\| style="text-align:left;" \| C. Garcia L. Stefani          | 1er tour (1/32) A. Bondár \|\| style="text-align:left;" \| V. Azarenka B. Haddad Maia  |                                                                                        |                                                                                   |                                          |         |
| 2024  | 2e tour (1/16) A. Bondár \|\| style="text-align:left;" \| C. Garcia K. Mladenovic            | 1er tour (1/32) I. Khromacheva \|\| style="text-align:left;" \| S. Errani J. Paolini  | 1/4 de finale N. Kichenok \|\| style="text-align:left;" \| C. Dolehide D. Krawczyk       | 1er tour (1/32) N. Kichenok \|\| style="text-align:left;" \| S. Kenin B. Mattek-Sands  |                                                                                        |                                                                                   |                                          |         |
| 2025  | 1/8 de finale N. Melichar-Martinez \|\| style="text-align:left;" \| Hsieh S.-w. J. Ostapenko | 1/8 de finale L. Stefani \|\| style="text-align:left;" \| K. Siniaková T. Townsend    | 1/4 de finale L. Stefani \|\| style="text-align:left;" \| K. Siniaková T. Townsend       |                                                                                        |                                                                                        |                                                                                   |                                          |         |

N.B. : le nom de la partenaire se trouve sous le résultat ; le nom des ultimes adversaires se trouve à droite.

### En double mixte
| Année | Open d'Australie                                                                  | Open d'Australie                                                                    | Internationaux de France                                                      | Internationaux de France                                                        | Wimbledon                                                                         | Wimbledon | US Open                                                                         | US Open |
| ----- | --------------------------------------------------------------------------------- | ----------------------------------------------------------------------------------- | ----------------------------------------------------------------------------- | ------------------------------------------------------------------------------- | --------------------------------------------------------------------------------- | --------- | ------------------------------------------------------------------------------- | ------- |
| 2014  | —                                                                                 | —                                                                                   | 1/2 finale E. Butorac \|\| style="text-align:left;" \| J. Görges N. Zimonjić  | 1/8 de finale E. Butorac \|\| style="text-align:left;" \| S. Stosur N. Zimonjić | 1er tour (1/16) E. Butorac \|\| style="text-align:left;" \| A. Spears S. González |           |                                                                                 |         |
| 2015  | 1er tour (1/16) E. Butorac \|\| style="text-align:left;" \| S. Mirza B. Soares    | 1/4 de finale A. Peya \|\| style="text-align:left;" \| L. Hradecká M. Matkowski     | Finale A. Peya                                                                | M. Hingis L. Paes                                                               | —                                                                                 | —         |                                                                                 |         |
| 2016  | —                                                                                 | —                                                                                   | —                                                                             | —                                                                               | —                                                                                 | —         | 2e tour (1/8) E. Butorac \|\| style="text-align:left;" \| Y. Shvedova B. Soares |         |
| 2017  | —                                                                                 | —                                                                                   | —                                                                             | —                                                                               | —                                                                                 | —         | 1/4 de finale B. Soares \|\| style="text-align:left;" \| C. Vandeweghe H. Tecău |         |
| 2018  | Finale R. Bopanna                                                                 | G. Dabrowski M. Pavić                                                               | 1er tour (1/16) R. Bopanna \|\| style="text-align:left;" \| Zhang S. J. Peers | —                                                                               | —                                                                                 | —         | —                                                                               |         |
| 2019  | 2e tour (1/8) M. Fucsovics \|\| style="text-align:left;" \| N. Melichar B. Soares | 2e tour (1/8) M. Fucsovics \|\| style="text-align:left;" \| Zhang S. J. Peers       | —                                                                             | —                                                                               | —                                                                                 | —         |                                                                                 |         |
|       |                                                                                   |                                                                                     |                                                                               |                                                                                 |                                                                                   |           |                                                                                 |         |
| 2025  | 2e tour (1/8) M. Arévalo \|\| style="text-align:left;" \| O. Gadecki J. Peers     | 1er tour (1/16) K. Krawietz \|\| style="text-align:left;" \| D. Krawczyk N. Skupski | 1/2 finale M. Pavić \|\| style="text-align:left;" \| K. Siniaková S. Verbeek  | —                                                                               | —                                                                                 |           |                                                                                 |         |

N.B. : le nom du partenaire se trouve sous le résultat ; le nom des ultimes adversaires se trouve à droite.

## Parcours en «Premier» et WTA 1000
Les tournois WTA « Premier Mandatory » et « Premier 5 » (entre 2009 et 2020) et WTA 1000 (à partir de 2021) constituent les catégories d'épreuves les plus prestigieuses, après les quatre levées du Grand Chelem.

### En simple dames
| Année |              | Premier Mandatory             | Premier Mandatory            | Premier Mandatory         | Premier Mandatory       |       | Premier 5 | Premier 5                     | Premier 5                     | Premier 5                   | Premier 5                    | Premier 5 | Premier 5                    |
| Année | Indian Wells | Miami                         | Madrid                       | Pékin                     |                         | Dubaï | Rome      | Canada                        | Cincinnati                    |                             | Tokyo                        |           |                              |
| Année | Indian Wells | Miami                         | Madrid                       | Pékin                     |                         | Doha  | Rome      | Canada                        | Cincinnati                    |                             | Wuhan                        |           |                              |
| Année | Indian Wells | Miami                         | Madrid                       | Pékin                     |                         |       | Rome      | Canada                        | Cincinnati                    |                             |                              |           |                              |
| 2012  |              |                               |                              |                           |                         |       |           |                               |                               | 1er tour (1/32) M. Barthel  | 2e tour (1/16) A. Kerber     |           |                              |
| 2013  |              | 1er tour (1/64) J. Larsson    |                              |                           |                         |       |           | 2e tour (1/16) S. Errani      |                               |                             |                              |           |                              |
| 2015  |              |                               | 1er tour (1/64) N. Vaidišová |                           |                         |       |           | 1er tour (1/32) J. Janković   |                               |                             | 2e tour (1/16) Ka. Plíšková  |           | 1er tour (1/32) B. Strýcová  |
| 2016  |              | 1er tour (1/64) L. Tsurenko   | 4e tour (1/8) A. Kerber      | 1er tour (1/32) C. Suárez | 2e tour (1/16) J. Konta |       |           | 3e tour (1/8) G. Muguruza     | 3e tour (1/8) M. Keys         | 1er tour (1/32) V. King     |                              |           | 1er tour (1/32) K. Siniaková |
| 2017  |              | 3e tour (1/16) E. Vesnina     | 2e tour (1/32) P. Parmentier | 1er tour (1/32) A. Kerber |                         |       |           |                               | 1er tour (1/32) T. Bacsinszky | 2e tour (1/16) A. Radwańska | 1er tour (1/32) R. Vinci     |           |                              |
| 2018  |              | 1er tour (1/64) B. Bencic     | 2e tour (1/32) J. Ostapenko  | 1er tour (1/32) J. Görges | 2e tour (1/16) Zhang S. |       |           | 1er tour (1/32) E. Mertens    | 2e tour (1/16) C. Garcia      | 1er tour (1/32) J. Görges   | 1er tour (1/32) A. Anisimova |           | 1er tour (1/32) R. Peterson  |
| 2019  |              | 1er tour (1/64) Y. Putintseva |                              |                           |                         |       |           | 1er tour (1/32) A. Cornet     |                               |                             |                              |           |                              |
| 2020  |              |                               |                              |                           |                         |       |           | 1er tour (1/32) Y. Putintseva |                               |                             |                              |           |                              |
|       |              | WTA 1000                      |                              |                           |                         |       |           |                               |                               |                             |                              |           |                              |
| 2021  |              |                               |                              |                           |                         |       |           | 1er tour (1/32) A. Kontaveit  |                               |                             |                              |           |                              |

Sous le résultat, l’ultime adversaire.

## Parcours au Masters

### En double dames
| # | Date       | Nom de l'édition                 | ($)        | Surface    | Résultat               | Partenaire          | Ultimes adversaires                   | Score             |          |
| - | ---------- | -------------------------------- | ---------- | ---------- | ---------------------- | ------------------- | ------------------------------------- | ----------------- | -------- |
| 1 | 25/10/2015 | BNP Paribas WTA Finals Singapour | 7 000 000  | Dur (int.) | Round Robin (victoire) | Kristina Mladenovic | Raquel Kops-Jones Abigail Spears      | 7-65, 6-2         | Parcours |
| 1 | 25/10/2015 | BNP Paribas WTA Finals Singapour | 7 000 000  | Dur (int.) | Round Robin (défaite)  | Kristina Mladenovic | Martina Hingis Sania Mirza            | 6-4, 7-5          | Parcours |
| 1 | 25/10/2015 | BNP Paribas WTA Finals Singapour | 7 000 000  | Dur (int.) | Round Robin (défaite)  | Kristina Mladenovic | Andrea Hlaváčková Lucie Hradecká      | 6-2, 6-1          | Parcours |
| 2 | 23/10/2016 | BNP Paribas WTA Finals Singapour | 7 000 000  | Dur (int.) | 1/4 de finale          | Yaroslava Shvedova  | Bethanie Mattek-Sands Lucie Šafářová  | 5-7, 7-66, [10-2] | Parcours |
| 3 | 22/10/2017 | BNP Paribas WTA Finals Singapour | 7 000 000  | Dur (int.) | Victoire               | Andrea Hlaváčková   | Kiki Bertens Johanna Larsson          | 4-6, 6-4, [10-5]  | Parcours |
| 4 | 21/10/2018 | BNP Paribas WTA Finals Singapour | 7 000 000  | Dur (int.) | Victoire               | Kristina Mladenovic | Barbora Krejčíková Kateřina Siniaková | 6-4, 7-5          | Parcours |
| 5 | 27/11/2019 | WTA Finals Shenzhen Shenzhen     | 14 000 000 | Dur (int.) | Victoire               | Kristina Mladenovic | Hsieh Su-wei Barbora Strýcová         | 6-1, 6-3          | Parcours |

## Parcours aux Jeux olympiques

### En simple dames
| # | Date       | Nom de l'olympiade                  | Surface      | Résultat        | Ultime adversaire | Score    |          |
| - | ---------- | ----------------------------------- | ------------ | --------------- | ----------------- | -------- | -------- |
| 1 | 28/07/2012 | Olympic Tennis Event Londres        | Gazon (ext.) | 2e tour (1/16)  | Angelique Kerber  | 6-1, 6-1 | Parcours |
| 2 | 06/08/2016 | Olympic Tennis Event Rio de Janeiro | Dur (ext.)   | 1er tour (1/32) | Petra Kvitová     | 6-1, 6-2 | Parcours |

### En double dames
| # | Date       | Nom de l'olympiade                  | Surface      | Résultat        | Partenaire     | Ultimes adversaires              | Score          |          |
| - | ---------- | ----------------------------------- | ------------ | --------------- | -------------- | -------------------------------- | -------------- | -------- |
| 1 | 28/07/2012 | Olympic Tennis Event Londres        | Gazon (ext.) | 1er tour (1/16) | Ágnes Szávay   | Andrea Hlaváčková Lucie Hradecká | 6-1, 6-75, 6-2 | Parcours |
| 2 | 06/08/2016 | Olympic Tennis Event Rio de Janeiro | Dur (ext.)   | 1er tour (1/16) | Réka Luca Jani | Andreea Mitu Raluca Olaru        | 6-3, 6-4       | Parcours |

## Classements WTA en fin de saison
| Année          | 2009 | 2010 | 2011 | 2012 | 2013 | 2014 | 2015 | 2016 | 2017 | 2018 | 2019 | 2020 | 2021 | 2022 | 2023 | 2024 |
| Rang en simple | 700  | 329  | 153  | 64   | 88   | 99   | 85   | 26   | 57   | 61   | 104  | 115  | 161  | 319  | 177  | 333  |
| Rang en double | 671  | 406  | 145  | 90   | 45   | 21   | 11   | 15   | 7    | 3    | 3    | 4    | 25   | 92   | 63   | 55   |

Source : (en) Classements de Tímea Babos sur le site officiel de la Fédération internationale de tennis

### Période au rang de numéro un mondiale
| # | Précédée par                     | Dates                   | Suivie par                            | Nombre de semaines | Cumul |
| - | -------------------------------- | ----------------------- | ------------------------------------- | ------------------ | ----- |
| 1 | Ekaterina Makarova Elena Vesnina | 16/07/2018 - 12/08/2018 | Latisha Chan                          | 4                  | 4     |
| 2 | Latisha Chan                     | 20/08/2018 - 21/10/2018 | Barbora Krejčíková Kateřina Siniaková | 9                  | 13    |

Au 22 octobre 2018.

## Records et statistiques

### Victoires sur le top 10
Toutes ses victoires sur des joueuses classées dans le top 10 de la WTA lors de la rencontre.
| Légende      |
| Grand Chelem |
| WTA 1000     |
| WTA 500      |
| WTA 250      |
| Fed Cup      |

|   | T. B. | Pays | Tournoi          | Année | Surface    |  | Adversaire      | Rang  | Tour   | Score         | Tableau |
| - | ----- | ---- | ---------------- | ----- | ---------- |  | --------------- | ----- | ------ | ------------- | ------- |
| 1 | no 83 |      | Fed Cup          | 2014  | Dur (int.) |  | Simona Halep    | no 10 | Poules | 1-6, 7-5, 6-3 | Tableau |
| 2 | no 51 |      | Open d'Australie | 2018  | Dur        |  | Coco Vandeweghe | no 9  | 1/64   | 7-64, 6-2     | Tableau |